# くわまん・和歌子のSaturday×Saturday
くわまん・和歌子のSaturday×Saturday（くわまん・わかこのサタサタ）は、2000年1月8日から2002年3月23日まで放送されていた、文化放送のラジオ番組。

## 概要
毎週土曜日の午前の時間帯で放送。当時、東京都庁第一本庁舎45階（北展望室）にあったサテライトスタジオ『スタジオSOLA』から毎週生放送されていた。
リスナーや街角などから募ったリクエスト、スタジオSOLA前中継や街角中継、芸能ニュースコーナー、クイズコーナー、ゲストコーナー、プレゼントコーナーなどで構成されていた。
2001年1月27日は箱根小涌園から、同年11月3日は埼玉スタジアム2002から、2002年2月16日は幕張から、それぞれ生放送を行った。
なおスタジオSOLAは、当番組の翌日2002年3月24日に運用を終了した。
当番組終了以降、文化放送の土曜10時以降の枠において2時間を超える放送時間のワイド番組は現在まで編成されていない。

## 放送時間
- 毎週土曜 9:00 - 13:00 （第1回から2001年9月29日まで）
- 毎週土曜10:00 - 13:00 （2001年10月6日から最終回まで）

放送時間変更日
- 2000年9月23日 - シドニーオリンピック中継のため、10:30までの放送。
- 2001年8月4日 - 民教協スペシャル『応援します 子育てしんけん勝負!』が11:30 - 13:00で放送されたため、11:30までの放送。
- 2001年9月15日 - 『武田鉄矢スペシャル』が12:30 - 13:00で放送されたため、12:30までの放送。
- 2001年12月29日 - 民教協スペシャル『社会は楽しい教室だ 地域で育む子供たち』が11:30 - 13:00で放送されたため、11:30までの放送。
- 2002年3月16日 - 民教協スペシャル『地域で子育て親育て』が11:30 - 13:00で放送されたため、11:30までの放送。

## 出演者

### パーソナリティ
- 桑野信義[2]
- 島崎和歌子[2]

### リポーター
- パンチUFO
他

### 代役パーソナリティ[1]
- かとうれいこ（2000年1月22日）
- 斎藤陽子（2000年1月29日）
- 有賀さつき（2000年3月18日）
- 笹峯愛（2000年4月1日・2000年8月5日・2000年8月26日）
- 斉藤一美（文化放送アナウンサー、2000年9月23日）

## タイムテーブル
（2000年 - 2001年9月当時）
- 9:00 - オープニング
- 9:05 - サタ・サタ芸能ニュース
- 9:25 - 交通情報
- 9:30 - サタ・サタリクエストPart1
- 9:45 - ラジオショッピング
- 9:50 - 天気予報
- 9:56 - 交通情報
- 10:00 - 文化放送ニュース・天気予報
- 10:05 - サタ・サタリクエストPart2
- 10:20 - 街角リクエスト
- 10:25 - がんばれミートマン
- 10:35 - クイズ・サタサタドン（2000年9月まで）→ アジアに挑戦!サタ・サタクイズ（2000年10月～2001年3月）→ サタ・サタクイズ天使と悪魔（2001年4月から）
- 10:45 - サタ・サタリクエストPart3
- 10:55 - 交通情報
- 11:00 - SOLAスタにいらっしゃ～い! （ゲストコーナー）
- 11:25 - パンチUFOの街角チェック
- 11:35 - 日通 世界の街かど
- 11:45 - サタ・サタリクエストPart4
- 11:55 - 交通情報
- 12:00 - 文化放送ニュース・天気予報
- 12:05 - ピックアップアーティスト（2001年3月まで）→ サタ・サタランチタイムショー（2001年4月から、12:05 - 12:35）
- 12:25 - おしゃれ達人（2001年3月まで）
- 12:35 - TOUHOKU21 みちのく漫遊記（2001年3月まで）→ サタ・サタリクエストPart5（2001年4月から）
- 12:45 - サタ・サタ大プレゼント
- 12:50 - 交通情報・エンディング